# Bamboespecht
De bamboespecht (Gecinulus viridis) is een vogel uit de familie Picidae (spechten).

## Verspreiding en leefgebied
Deze soort komt voor van Myanmar tot Maleisië en telt twee ondersoorten:
- G. v. viridis: centraal en oostelijk Myanmar en Thailand.
- G. v. robinsoni: Maleisië.